# Il giorno delle verità
Il giorno delle verità è un brano musicale dei Negrita, distribuito il 13 gennaio 2012 in tutte le radio ufficiali italiane, ed è il terzo singolo estratto dall'album Dannato vivere pubblicato il 25 ottobre 2011.

## Storia
Si tratta del primo singolo del gruppo che vede alla voce il chitarrista Drigo, che ha così spiegato la scelta:

## Tracce
1. Il giorno delle verità – 4:08 (Fabrizio Barbacci, Paolo Bruni, Enrico Salvi, Cesare Petricich)

## Video
Il video è diretto da Paolo Soravia, e vede la band nelle vesti di pugili, mentre Pau è l'allenatore personale di Drigo. Il video è stato girato in bianco e nero e per la versione video è stata riarrangiata la canzone, infatti è diversa dalla versione dell'album. La durata complessiva del video è di 4 minuti e 15. Il video è strutturato abbastanza semplicemente, con delle riprese semplici, che vedono protagonisti i membri della band in diversi incontri di boxe. Il video è stato pubblicato il 13 gennaio 2012 nel canale YouTube ufficiale della band.
Nel video, girato a Bollate nella palestra di Matteo Salvemini viene rappresentata la vita nel mondo della boxe dove oggi sei il vincitore e tutto va bene ma se domani cadi al tappeto sta a te riuscire a rialzarti.

## Formazione
- Paolo "Pau" Bruni - voce
- Enrico "Drigo" Salvi - chitarra e voce
- Cesare "Mac" Petricich - chitarra
- Franco "Franky" Li Causi - basso
- Cristiano Dalla Pellegrina - percussioni

## Classifiche
| Classifica (2012) | Posizione massima |
| ----------------- | ----------------- |
| Italia            | 89                |